# Cikotok
Cikotok is een bestuurslaag in het regentschap Lebak van de provincie Banten, Indonesië. Cikotok telt 2501 inwoners (volkstelling 2010).